# Комишлінка (Сєверний район)
Комишлі́нка (рос. Камышлинка) — село у складі Сєверного району Оренбурзької області, Росія.

## Населення
Населення — 96 осіб (2010; 124 у 2002).
Національний склад (станом на 2002 рік):
- мордва — 79 %